# Agrafa (chrześcijaństwo)
Agrafa (gr. "niezapisane", l.m. od ἄγραφον ágraphon, a- przedrostek przeczący, gráphein 
"skrobać, rytować, rysować, pisać"), liczba pojedyczna agrafon – termin z dziedziny biblistyki oznaczający słowa Jezusa niezapisane w Ewangeliach kanonicznych, które jednak znajdują się w innych księgach Nowego Testamentu, w  pismach takich jak apokryfy i w dziełach Ojców Kościoła. Wypowiedzi znajdujące się co prawda w Ewangeliach, lecz zaznaczone jedynie w odosobnionych sekcjach mało ważnych kodeksów (np. w Kodeksie D) również nazywa się tym terminem.
Agrafa można podzielić na kanoniczne, czyli te, które, choć niezapisane w Ewangeliach, to jednak mają swoje miejsce w samym Nowym Testamencie, oraz agrafa pozakanoniczne, do których należą wszystkie inne.
W starożytności terminem agrafa określano tradycję apostolską. W 1776 r. J.G. Körner użył go po raz pierwszy w dzisiejszym znaczeniu, a uznanym terminem naukowym zostało po tym, kiedy Alfred Resch w 1889 r. zatytułował swoją książkę Agrapha, Texte und Untersuchungen.
Spełnienie trzech kryteriów wymagane jest do uznania danych słów za agrafa:
1. Nie mogą to być opowiadania, lecz jedynie stosunkowo krótkie wypowiedzi;
2. Muszą to być słowa przypisywane Jezusowi;
3. Nie mogą być zawarte w Ewangeliach kanonicznych.

Choć słów Jezusa, które na podstawie tych kryteriów można określić terminem agrafa, jest wiele (słynie z nich zwłaszcza Ewangelia Tomasza), bibliści starają się dociec, które z nich jest możliwie najbliższe stylowi wypowiedzi Jezusa. Jak się bowiem uważa, większość z nich to błędy w przekazie lub interpretacje rzeczywistych słów. Wypracowano więc dwa kryteria sprawdzania autentyczności agrafa:
1. Świadectwo zewnętrzne. Najpierw należy ustalić, czy najstarsze wystąpienie danego agrafonu gwarantuje jego pochodzenie od autora, który mógł mieć dostęp do pozakanonicznych wypowiedzi Jezusa. Takimi autorami są na przykład Papiasz i Święty Justyn. Trudno jednak to samo powiedzieć o pisarzach z IV wieku;
2. Świadectwo wewnętrzne. W drugiej kolejności należy sprawdzić, czy analizowana wypowiedź jest zgodna z duchem i charakterem słów Jezusa zawartych w Ewangeliach kanonicznych. Jeśli wynik analizy jest negatywny, wówczas konieczne jest odpowiednie uzasadnienie powstania takiej wypowiedzi.

Szczegółowe analizy prowadzą poszczególnych autorów do rozbieżnych rezultatów co do ilości agrafa uznawanych za autentyczne. Resch dopatrzył się takich wypowiedzi aż 75, podczas gdy bardziej reprezentatywny dla biblistów współczesnych L. Vaganaya uznaje autentyczność zaledwie 4 lub 5 agrafa.
Do kanonicznych agrafa należą Dz 1,4-8; 20,35; 1 Kor 11,24-25; 1 Tes 4,15 oraz Dz 20,35 - "Więcej szczęścia jest w dawaniu aniżeli w braniu".